# Władysław Cabaj
Władysław Cabaj (ur. 7 grudnia 1916 w Cleveland, zm. 28 października 1991) – polski polityk, poseł na Sejm PRL III, IV, V, VI, VII i VIII kadencji z ramienia Zjednoczonego Stronnictwa Ludowego, wiceprzewodniczący Komitetu Krakowskiego Frontu Jedności Narodu.

## Życiorys
Syn Józefa i Józefy. W 1938 przystąpił do Związku Młodzieży Wiejskiej RP „Wici” (działał w nim także po wojnie). Podczas okupacji był żołnierzem Armii Krajowej (1942–1945) i Batalionów Chłopskich. W 1946 uzyskał tytuł zawodowy magistra agrotechnika na Wydziale Rolnym Uniwersytetu Jagiellońskiego (rozpoczął studia przed wojną, a po niej je ukończył) i podjął pracę w Izbie Rolniczej w Rabie Wyżnej, która wkrótce została przejęta przez Związek Samopomocy Chłopskiej. Władysław Cabaj pełnił w ZSCh liczne funkcje, m.in. prezesa zarządu wojewódzkiego w Krakowie (został nim w listopadzie 1956). W podobnym czasie został prezesem Wojewódzkiego Związku Kółek Rolniczych w Krakowie, pełnił tę funkcję do 1969. W latach 1969–1972 był wiceprzewodniczącym prezydium Wojewódzkiej Rady Narodowej w Krakowie. 1 lipca 1975 został zastępcą przewodniczącego Rady Narodowej w Krakowie.
Należał do Stronnictwa Ludowego pod koniec działalności tej partii, w 1949 przystąpił z nią do ZSL. 5 listopada 1956 zasiadł w prezydium Wojewódzkiego Komitetu tego ugrupowania w Krakowie. Potem został wiceprezesem, a 5 stycznia 1972 prezesem WK ZSL (od 1975 do 3 grudnia 1983 był prezesem Krakowskiego Komitetu partii). W 1961 uzyskał mandat posła na Sejm PRL III kadencji w okręgu Nowy Sącz. W 1965, 1969, 1972, 1976 i 1980 uzyskiwał reelekcję. Do Sejmu IV kadencji dostał się z okręgu Nowy Sącz, do V i VII z okręgu Kraków, do VI z okręgu Chrzanów, a do VIII z okręgu Kraków-Miasto. Od III do VIII kadencji nieprzerwanie zasiadał w Komisji Rolnictwa i Przemysłu Spożywczego. W Sejmie VIII kadencji zasiadał także w Komisji Przemysłu Ciężkiego, Maszynowego i Hutnictwa, Komisji Planu Gospodarczego, Budżetu i Finansów oraz w Komisji Przemysłu. Pełnił także funkcję prezesa Wojewódzkiego Komitetu ZSL w Krakowie.
Pochowany na cmentarzu Rakowickim w Krakowie.

## Odznaczenia
- Order Sztandaru Pracy II klasy (1974)
- Krzyż Oficerski Orderu Odrodzenia Polski (1959)
- Krzyż Kawalerski Orderu Odrodzenia Polski
- Srebrny Krzyż Zasługi (1954)[2]
- Medal 10-lecia Polski Ludowej (1954)[3]
- Medal 30-lecia Polski Ludowej
- Odznaka 1000-lecia Państwa Polskiego (1966)[4]
- Medal „Za zasługi dla ruchu ludowego” (1984)[5]